# راضیه شیرمحمدی
راضیه شیرمحمدی(زاده ۱ شهریور ۱۳۵۶ - درگذشته ۳ تیر ۱۳۹۸) ورزشکار تیراندازی با کمان پارالمپیکی ایرانی و عضو تیم ملی تیراندازی با کمان جانبازان و معلولان ایران بود. وی از سال ۲۰۰۶ به نمایندگی از ایران به همراه گلثوم غلامی مطلق و زهرا جوانمرد در مسابقات بین‌المللی شرکت کرد و موفق به کسب برنز تیمی شدند و از مهم‌ترین افتخارات وی می‌توان به مدال برنز پارالمپیک لندن و مدال طلای مسابقات قهرمانی جهان در سال ۲۰۱۷ اشاره کرد.

## زندگی
راضیه شیرمحمدی در ۱ شهریور ۱۳۵۶ متولد شد، او در سن یک‌سالگی در اثر حادثه‌ای درون دستگاه مخلوط کن مرغداری که پدرش سرپرست آن بود افتاد و پای راست خود را از بالای زانو و پای چپ خود را از زیر زانو از دست داد. وی از سنین پایین فعالیت ورزشی خود را آغاز کرد بطوریکه از دوران راهنمایی تا دبیرستان در رشته والیبال ایستاده فعالیت می‌کرد و پس از آن با دعوت نایب‌رئیس هیئت والیبال مشهد به والیبال نشسته روی آورد و توانست جزو اولین نفرات تیم ملی والیبال نشسته بانوان ایران باشد اما پس از ۷ سال فعالیت در این رشته سرانجام به دلیل ساییدگی کمر که از عوارض استفاده از پروتز بالای زانو است مجبور به رها کردن والیبال نشسته شد. سپس در سال ۱۳۸۲ به صورت حرفه‌ای تیراندازی با کمان را آغاز کرد.
راضیه شیرمحمدی در سال ۱۳۷۵ با با یک تکنسین ساخت پروتز ازدواج کرد و دارای دو فرزند بود. وی در سال ۱۳۹۳ برای مدت یکسال به دلیل مراقبت از فرزندش اعلام بازنشستگی کرد اما پس از یکسال با تغییر رشته از ریکرو به کامپوند به میدان‌های قهرمانی بازگشت.
وی در شامگاه ۳ تیرماه ۱۳۹۸ بر اثر سکته در مشهد درگذشت.

## حضور در پارالمپیک
او در بازیهای پارالمپیک تابستانی لندن، سال ۲۰۱۲ میلادی عضو کاروان اعزامی ایران به این رقابتها بود. در ریکرو انفرادی با شکست برابر کمانداری از سوییس حذف گردید. اما در مسابقات تیمی این ماده، در کنار زهرا نعمتی و زهرا جوانمرد با پیروزی بر تیم ملی ایتالیا به عنوان سوم و نشان برنز دست یافت.